# Эрскин (город, Миннесота)
Эрскин (англ. Erskine) — город в округе Полк, штат Миннесота, США. На площади 2,6 км² (1,9 км² — суша, 0,7 км² — вода), согласно переписи 2002 года, проживают 437 человек. Плотность населения составляет 227,8 чел./км².
- Телефонный код города — 218
- Почтовый индекс — 56535
- FIPS-код города — 27-19700[1]
- GNIS-идентификатор — 0643405[2]